# Hans Ledwinka
Hans Ledwinka (Klosterneuburg, 14 de fevereiro de 1878 — Munique, 2 de março de 1967) foi um engenheiro austríaco.

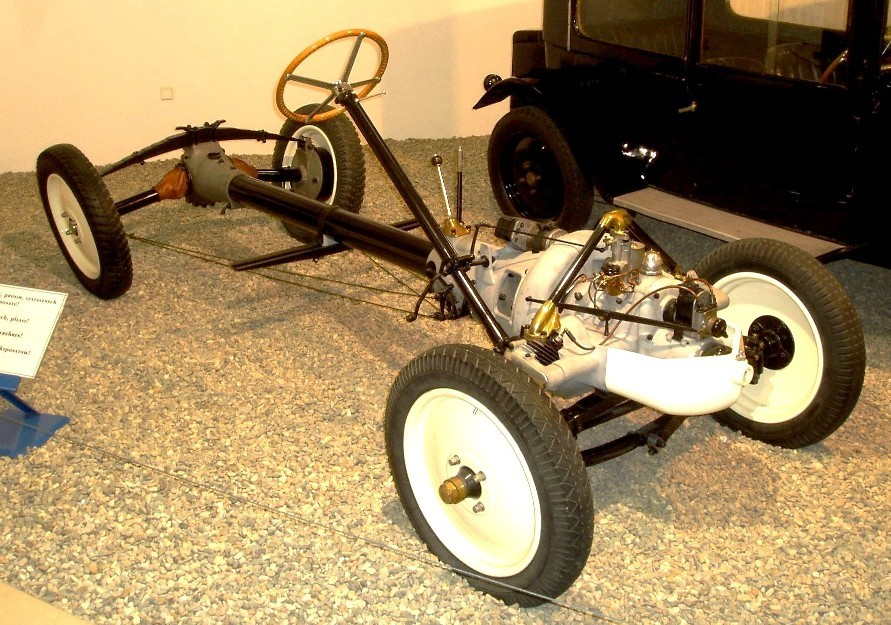
Chassis Backbone, desenvolvido por Hans Ledwinka em 1923 para a Tatra. A companhia usa o conceito modernizado até a atualidade.